# Mohammadali Esteki
Mohammadali Esteki (in persiano  استکی محمدعلی/ علی استکی‎; Esfahan, 25 agosto 1997) è un rugbista a 15 iraniano, mediano di mischia del Reggio Emilia.

## Biografia
Nato a Esfahan in Iran, ma cresciuto a Modena dall'infanzia quando la famiglia si trasferì in Italia, è figlio di un commerciante di tappeti persiani e ha due sorelle laureate in biologia e due fratelli in ingegneria.
Con Modena esordì - con meta - in prima squadra nel 2016; nonostante il ruolo di mediano di mischia, la sua stagione di debutto fu prolifica in fatto di mete, perché ne realizzò tredici, venendo notato da Pasquale Presutti, allenatore dei Medicei, che lo portò a Firenze nel 2019 e rendendolo il primo iraniano a giocare in massima serie italiana.
Nel 2020 passò alla S.S. Lazio per una stagione prima di tornare in Emilia al Valorugby.
A settembre 2022 fu convocato dalla nazionale iraniana per una serie di incontri della terza divisione del campionato asiatico, ma le proteste, che riguardarono anche gli atleti internazionali, che fecero seguito all'uccisione di Mahsa Amini a opera della polizia religiosa, portarono al rinvio delle partite; il debutto è avvenuto il 10 febbraio 2023 contro il Qatar, incontro valido per il citato campionato asiatico.